# Crinum palustre
Crinum palustre är en amaryllisväxtart som beskrevs av Ignatz Urban. Crinum palustre ingår i släktet Crinum, och familjen amaryllisväxter. Inga underarter finns listade i Catalogue of Life.